# Marcel Griaule

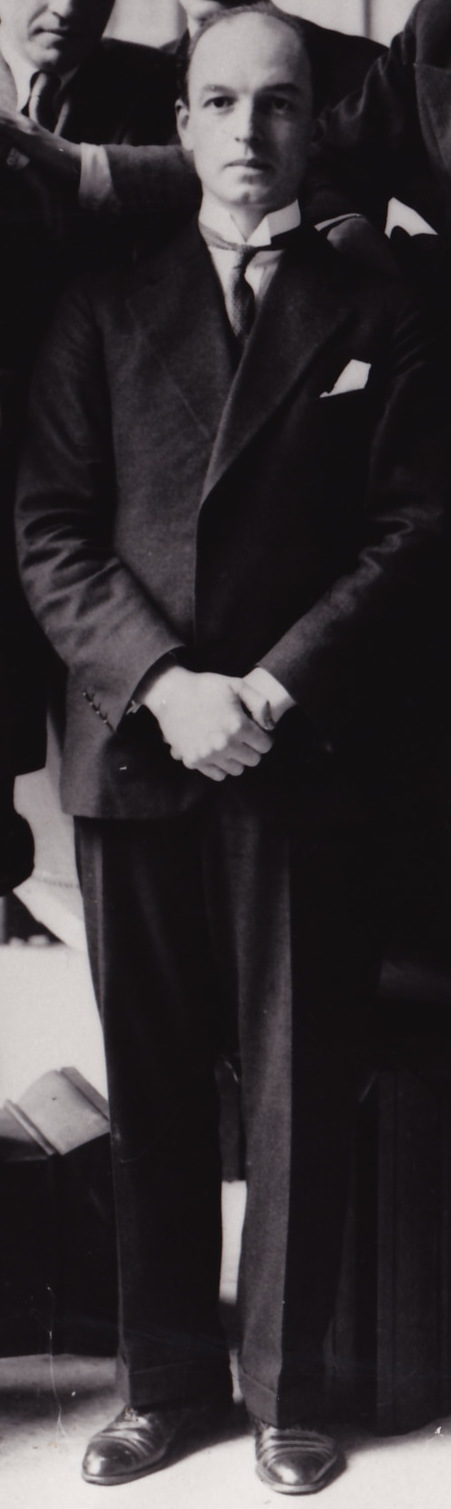
Marcel Griaule in 1931

Marcel Griaule (Aisy-sur-Armançon, 1898 - Parijs, 1956) was een Frans antropoloog, bekend vanwege zijn studies rond de Dogon in West-Afrika en als pionier in de etnografische studies in Frankrijk. Griaule is de vader van een bekende linguïste, namelijk Geneviève Calame-Griaule.

## Leven

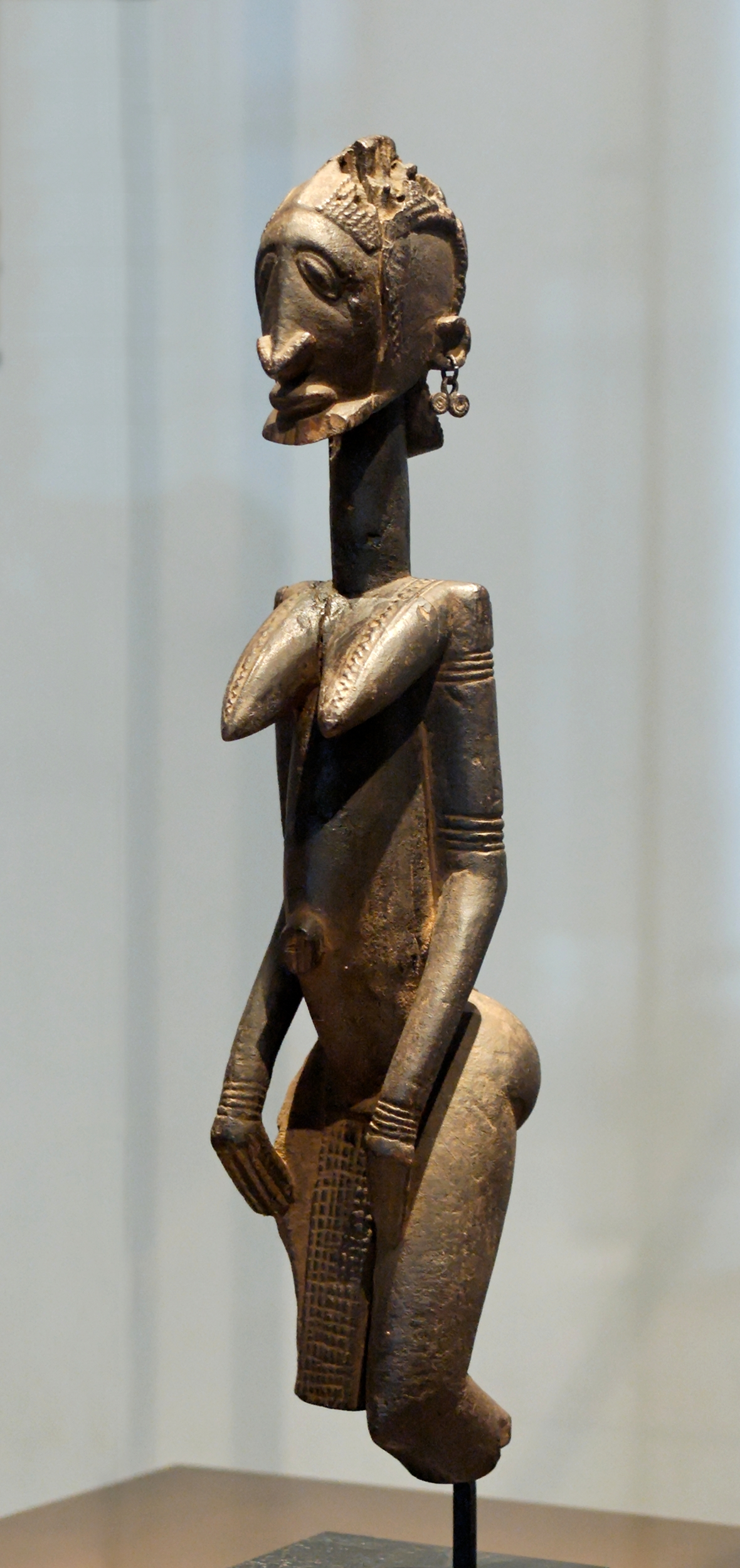
Dogon sculptuur (Louvre)

Griaule werd geboren in Aisy-sur-Armançon en genoot er een goede opleiding. Daar bereidde hij zich voor om een ingenieur te worden en naar het Lycée Louis-le-Grand te gaan. In 1917, aan het einde van de Eerste Wereldoorlog, trad hij in de Franse luchtmacht toe als vrijwilliger en piloot.
In 1920 keerde hij terug naar de universiteit, waar hij in de leer ging bij Marcel Mauss en Marcel Cohen. Geïntrigeerd door antropologie gaf hij zijn plannen om ingenieur te worden op. In 1927 kreeg hij zijn diploma aan de École nationale des langues orientales vivantes, waar hij zich focuste op het Amhaars en het Ge'ez.
Van 1928 tot 1933 nam Griaule deel aan twee grootschalige etnografische expedities: een naar Ethiopië en een ambitieuze Dakar-Djibouti-expeditie dwars door Afrika. Bij deze tweede expeditie kwam hij voor het eerst in contact met de Dogon, de etnische groep waarmee hij zich voor de rest van zijn carrière verbonden voelde. Hierop zou Griaule dan ook, samen met zijn studente Germaine Dieterlen, nog verscheidene expedities naar de Dogonregio in Mali houden. Hier experimenteerde Griaule met nieuwe methodes, zoals luchtfotografie en observatie via teamwork. In 1938 zal hij hier ook zijn dissertatie over schrijven en zijn doctoraat verkrijgen.
Tijdens de Tweede Wereldoorlog zou hij nogmaals zich bij de Franse luchtmacht voegen en na de oorlog zou hij zich vestigen in Parijs, om daar antropologie te gaan doceren aan de universiteit. Hij stierf in 1956 aan een klaplong.
Griaule is vooral bekend vanwege zijn werk met de blinde jager Ogotemmêli en diens Dogon mythes, rituelen en kosmologie. De huidige generatie antropologen staat sterk kritisch tegenover dit deel van zijn werk omdat deze representatie van de Dogon kosmologie te compleet en sluitend is (door o.a. sterke analogieën met de Grieken) om werkelijk van de Dogon zelf te zijn. Ook bleek bij herstudie dat de Dogon de voor Griaule zo belangrijke mythen niet kennen. Deze kritiek geldt in nog sterkere mate zijn postuum met Dieterlen uitgegeven boek Renard pâle. Desondanks blijft zijn studie over Dogon maskers een van de fundamentele werken op dat gebied, en heeft hij veel betekend voor de popularisering van de antropologie in Frankrijk.

### Kritische literatuur
- Walter E.A. van Beek,1991,'Dogon Restudied: A Field Evaluation of the Work of Marcel Griaule, Current Anthropology 32 (2), pp. 139-167.
- ________2004, Haunting Griaule: experiences from the restudy of the Dogon, History in Africa 31, p. 43-68.
- Jan Jansen & W.E.A. Beek, 2000, La mission Griaule à Kangaba (Mali), Cahiers d'Etudes Africaines, 7 p. 363-375.
- Mary Douglas, 1968 Dogon Culture - profane and arcane. Africa, 38: 16-24.
- Dirk Lettens, 1971 Mythagogie et mystification: Evaluation de l'oeuvre de Marcel Griaule. Bujumbara, Burundi: Presses Lavigerie.
- James Clifford, 1983 'Power and Dialogue in Ethnography; Marcel Griaule's Initiation', in: Observers Observed, G. Stocking jr. (ed.). Madison: University of Winconson Press, pp. 46-76.